# Chrysopilus lii
Chrysopilus lii är en tvåvingeart som beskrevs av Yang, Yang och Akira Nagatomi 1997. Chrysopilus lii ingår i släktet Chrysopilus och familjen snäppflugor. Inga underarter finns listade i Catalogue of Life.